# 弗拉基米尔·斯捷克洛夫
弗拉基米尔·安德烈耶维奇·斯捷克洛夫（俄语：Влади́мир Андре́евич Стекло́в，1864年1月9日—1926年5月30日）是一位俄国/苏联著名数学家暨物理学家。

## 简历
斯捷克洛夫于1864年1月9日出生在俄罗斯下诺夫哥罗德。1887年毕业于哈尔科夫大学，曾是俄罗斯应用数学家和物理学家亚历山大·李亚普诺夫的学生。1889年-1906年他曾在该大学力学系工作。1896年成为一名全职教授。1893年-1905年他还在哈尔科夫技术学院（现称哈尔科夫工业研究所）教理论力学。1906年开始在彼得堡大学任教。1921年在他的申请下成立物理和数学研究所，在他死后，重新以他的名字命名了该机构。1934年数学系从该研究所分离，现被称为斯捷克洛夫数学研究所。
斯捷克洛夫的主要科学贡献在正交函数集范畴。他引入了封闭类正交集，推导出正交多项式的刘维尔-斯捷克洛夫渐近公式，证明了广义傅里叶级数定理，并开发了一种后来被称为斯捷克洛夫函数的逼近法。他也致力于流体力学和弹性力学理论的研究。
斯捷克洛夫曾撰写过许多论科学史的著作。
1926年5月30日，斯捷克洛夫在苏联克里米亚加斯普拉去世，享年62岁，他被安葬在俄罗斯圣彼得堡。

## 纪念
月球上的斯捷克洛夫陨石坑就是以他的名字命名的。